# Annabelle Dreville
Annabelle Dreville (Beauvais, Oise, 4 de març de 1995) és una ciclista francesa, professional des del 2016 i actualment a l'equip FDJ-Nouvelle Aquitaine-Futuroscope.

## Palmarès
- 2015
  -  Campiona de França sub-23 en contrarellotge
- 2017
  - 1a a La Picto-Charentaise
  - 1a al Gran Premi de Chambéry